# OBEX
OBEX (OBject EXchange) là giao thức trao đổi dữ liệu giữa các thiết bị dùng cổng hồng ngoại được hiệp hội IrDA (Infrared Data Association) đưa ra lần đầu tiên năm 1997. Ban đầu, giao thức này chỉ giới hạn cho các thiết bị sử dụng môi trường ánh sáng hồng ngoại, nhưng rất nhanh sau đó nó được tổ chức Bluetooth SIG (Bluetooth Special Interest Group) đưa vào hầu hết các thiết bị Bluetooth của mình.